# Воронов, Василий Иванович
Васи́лий Ива́нович Во́ронов (1872 — после 1917) — член IV Государственной думы от Тверской губернии, крестьянин.

## Биография
Православный, крестьянин деревни Кобелево той же волости Старицкого уезда.
Окончил церковно-приходскую школу. Занимался земледелием (61 десятина) и торговлей. Четыре года был церковным старостой, три года — волостным старшиной и, наконец, в 1902—1912 годах — членом Старицкой уездной земской управы. Затем состоял заведующим воинско-конским участком, членом ревизионной комиссии земской управы, а также попечителем церковно-приходской школы.
В 1912 году был избран в члены Государственной думы от Тверской губернии съездом уполномоченных от волостей. Входил во фракцию октябристов, после её раскола — в группу беспартийных. Состоял членом распорядительной и по делам православной церкви комиссий.
Во время Февральской революции выехал из Петрограда в родную деревню, где пробыл до 4 марта 1917 года, а затем вернулся в Петроград. 14 апреля 1917 года состоялся Кобелевский волостной сход, участники которого обвиняли Воронова в невыполнении предвыборных обещаний и отъезде из Петрограда в момент революции. Сход принял решение избрать «гражданина деревни Поповка Бориса Анфетова как уполномоченного от всех граждан Кобелевской волости ходатайствовать перед Государственной думой» о сложении с Воронова звания члена ГД. В мае 1917 года Министерство юстиции рассмотрело это ходатайство, однако признаков преступления в действиях Воронова не усмотрело.
Судьба после 1917 года неизвестна. Был женат, имел шестеро детей.